# Rebutia pulchra
Rebutia pulchra är en kaktusväxtart som beskrevs av Martín Cárdenas Hermosa. Rebutia pulchra ingår i släktet Rebutia och familjen kaktusväxter. Inga underarter finns listade i Catalogue of Life.